# Världscupen i skidskytte 2009/2010
Världscupen i skidskytte 2009/2010 inleddes i Östersund, Sverige den 2 december 2009 och avslutades i Chanty-Mansijsk, Ryssland den 27 mars 2010. Utöver de specifika världscuptävlingarna räknades även de olympiska tävlingarna i Vancouver in i världscupen. Den 28 mars 2010, direkt efter att världscupen avslutats, hölls världsmästerskap i mixedstafett i Chanty Mansijsk.
På herrsidan vann Emil Hegle Svendsen den totala världscupen före Christoph Sumann och Ivan Tjerezov, medan totalcupen på damsidan vanns av Magdalena Neuner före Simone Hauswald och Helena Jonsson.

## Tävlingsprogram
| Datum               | Ort                     | Land      |
| 2-6 december 2009   | Östersund               | Sverige   |
| 11-13 december 2009 | Hochfilzen              | Österrike |
| 17-20 december 2009 | Pokljuka                | Slovenien |
| 6-10 januari 2010   | Oberhof                 | Tyskland  |
| 13-17 januari 2010  | Ruhpolding              | Tyskland  |
| 20-24 januari 2010  | Antholz                 | Italien   |
| 13-26 februari 2010 | Vancouver-Whistler (OS) | Kanada    |
| 10-14 mars 2010     | Kontiolax               | Finland   |
| 18-21 mars 2010     | Holmenkollen            | Norge     |
| 25-27 mars 2010     | Chanty Mansijsk         | Ryssland  |
| 28 mars 2010        | Chanty Mansijsk (VM)    | Ryssland  |

## Deltagande
Antalet startande för varje nation utgår ifrån landets resultat i världscupen 2008/2009. Vid OS-tävlingarna gäller andra regler.
Herrar
- 7 startande:  Norge,  Österrike,  Tyskland,  Sverige
- 6 startande:  Frankrike,  Ryssland,  Ukraina,  Tjeckien
- 5 startande:  Italien,  Belarus,  Schweiz,  USA
- 4 startande:  Slovenien,  Kanada,  Slovakien,  Polen,  Estland,  Lettland,  Finland,  Bulgarien,  Japan,  Storbritannien
- 2 startande: Alla övriga nationer.

Damer
- 7 startande:  Tyskland,  Sverige,  Frankrike,  Ukraina
- 6 startande:  Norge,  Kina ,  Ryssland,  Belarus
- 5 startande:  Polen,  Rumänien,  Italien,  Tjeckien
- 4 startande:  Kanada,  Finland,  Slovakien,  Lettland,  USA,  Kazakstan,  Estland,  Slovenien,  Sydkorea,  Bulgarien
- 2 startande: Alla övriga nationer.

## Världscuppoäng
- 1:a plats = 60 poäng
- 2:a plats = 54 poäng
- 3:e plats = 48 poäng
- 4:e plats = 43 poäng
- 5:e plats = 40 poäng
- 6:e plats = 38 poäng
- 7:e plats = 36 poäng
- 8:e plats = 34 poäng
- 9:e - 40:e plats = 32 - 1 poäng

## Resultat

### Herrar
| 1. världscupen i Östersund, 2 december 2009 – 6 december 2009 | 1. världscupen i Östersund, 2 december 2009 – 6 december 2009 | 1. världscupen i Östersund, 2 december 2009 – 6 december 2009         | 1. världscupen i Östersund, 2 december 2009 – 6 december 2009           | 1. världscupen i Östersund, 2 december 2009 – 6 december 2009                |
| ------------------------------------------------------------- | ------------------------------------------------------------- | --------------------------------------------------------------------- | ----------------------------------------------------------------------- | ---------------------------------------------------------------------------- |
| Datum                                                         | Disciplin                                                     | Etta                                                                  | Tvåa                                                                    | Trea                                                                         |
| 3 december 2009 (Tor.)                                        | Distans (20 km)                                               | Emil Hegle Svendsen                                                   | Tim Burke                                                               | Christoph Sumann                                                             |
| 5 december 2009 (Lör.)                                        | Sprint (10 km)                                                | Ole Einar Bjørndalen                                                  | Emil Hegle Svendsen                                                     | Tim Burke                                                                    |
| 6 december 2009 (Söndag)                                      | Stafett (4 x 7,5 km)                                          | Frankrike Vincent Jay Vincent Defrasne Simon Fourcade Martin Fourcade | Norge Emil Hegle Svendsen Alexander Os Lars Berger Ole Einar Bjørndalen | Österrike Daniel Mesotitsch Simon Eder Dominik Landertinger Christoph Sumann |

| 2. världscupen i Hochfilzen, 11 december 2009 – 13 december 2009 | 2. världscupen i Hochfilzen, 11 december 2009 – 13 december 2009 | 2. världscupen i Hochfilzen, 11 december 2009 – 13 december 2009             | 2. världscupen i Hochfilzen, 11 december 2009 – 13 december 2009       | 2. världscupen i Hochfilzen, 11 december 2009 – 13 december 2009    |
| ---------------------------------------------------------------- | ---------------------------------------------------------------- | ---------------------------------------------------------------------------- | ---------------------------------------------------------------------- | ------------------------------------------------------------------- |
| Datum                                                            | Disciplin                                                        | Etta                                                                         | Tvåa                                                                   | Trea                                                                |
| 11 december 2009 (Fre.)                                          | Sprint (10 km)                                                   | Ole Einar Bjørndalen                                                         | Nikolaj Kruglov                                                        | Jevgenij Ustjugov                                                   |
| 12 december 2009 (Lör.)                                          | Jaktstart (12,5 km)                                              | Emil Hegle Svendsen                                                          | Simon Eder                                                             | Ole Einar Bjørndalen                                                |
| 13 december 2009 (Sön.)                                          | Stafett (4 x 7,5 km)                                             | Österrike Simon Eder Daniel Mesotitsch Dominik Landertinger Christoph Sumann | Ryssland Ivan Tjerezov Jevgenij Ustjugov Nikolaj Kruglov Maksim Tjudov | Tyskland Christoph Stephan Arnd Peiffer Michael Greis Simon Schempp |

| 3. världscupen i Pokljuka, 17 december 2009 – 20 december 2009 | 3. världscupen i Pokljuka, 17 december 2009 – 20 december 2009 | 3. världscupen i Pokljuka, 17 december 2009 – 20 december 2009 | 3. världscupen i Pokljuka, 17 december 2009 – 20 december 2009 | 3. världscupen i Pokljuka, 17 december 2009 – 20 december 2009 |
| -------------------------------------------------------------- | -------------------------------------------------------------- | -------------------------------------------------------------- | -------------------------------------------------------------- | -------------------------------------------------------------- |
| Datum                                                          | Disciplin                                                      | Etta                                                           | Tvåa                                                           | Trea                                                           |
| 17 december 2009 (Tor.)                                        | Distans (20 km)                                                | Christoph Sumann                                               | Simon Fourcade                                                 | Alexander Os                                                   |
| 19 december 2009 (Lör.)                                        | Sprint (10 km)                                                 | Ivan Tjerezov                                                  | Dominik Landertinger                                           | Thomas Frei                                                    |
| 20 december 2009 (Sön.)                                        | Jaktstart (12,5 km)                                            | Evgeny Ustyugov                                                | Roland Lessing                                                 | Simon Eder                                                     |

| 4. världscupen i Oberhof, 6 januari 2010 – 10 januari 2010 | 4. världscupen i Oberhof, 6 januari 2010 – 10 januari 2010 | 4. världscupen i Oberhof, 6 januari 2010 – 10 januari 2010                | 4. världscupen i Oberhof, 6 januari 2010 – 10 januari 2010            | 4. världscupen i Oberhof, 6 januari 2010 – 10 januari 2010          |
| ---------------------------------------------------------- | ---------------------------------------------------------- | ------------------------------------------------------------------------- | --------------------------------------------------------------------- | ------------------------------------------------------------------- |
| Datum                                                      | Disciplin                                                  | Etta                                                                      | Tvåa                                                                  | Trea                                                                |
| 7 januari 2010 (Tor.)                                      | Stafett (4 x 7,5 km)                                       | Norge Halvard Hanevold Tarjei Bø Emil Hegle Svendsen Ole Einar Bjørndalen | Frankrike Vincent Jay Vincent Defrasne Simon Fourcade Martin Fourcade | Tyskland Christoph Stephan Michael Greis Arnd Peiffer Simon Schempp |
| 9 januari 2010 (Lör.)                                      | Sprint (10 km)                                             | Evgeny Ustyugov                                                           | Michael Greis                                                         | Carl Johan Bergman                                                  |
| 10 januari 2010 (Sön.)                                     | Masstart (15 km)                                           | Ole Einar Bjørndalen                                                      | Tim Burke                                                             | Tomasz Sikora                                                       |

| 5. världscupen i Ruhpolding, 13 januari 2010 – 17 januari 2010 | 5. världscupen i Ruhpolding, 13 januari 2010 – 17 januari 2010 | 5. världscupen i Ruhpolding, 13 januari 2010 – 17 januari 2010        | 5. världscupen i Ruhpolding, 13 januari 2010 – 17 januari 2010            | 5. världscupen i Ruhpolding, 13 januari 2010 – 17 januari 2010                    |
| -------------------------------------------------------------- | -------------------------------------------------------------- | --------------------------------------------------------------------- | ------------------------------------------------------------------------- | --------------------------------------------------------------------------------- |
| Datum                                                          | Disciplin                                                      | Etta                                                                  | Tvåa                                                                      | Trea                                                                              |
| 14 januari 2010 (Tor.)                                         | Sprint (10 km)                                                 | Emil Hegle Svendsen                                                   | Ole Einar Bjørndalen                                                      | Michael Greis                                                                     |
| 16 januari 2010 (Lör.)                                         | Masstart (15 km)                                               | Emil Hegle Svendsen                                                   | Evgeny Ustyugov                                                           | Simon Eder                                                                        |
| 17 januari 2010 (Sön.)                                         | Stafett (4 x 7,5 km)                                           | Ryssland Ivan Tjerezov Anton Sjipulin Maksim Tjudov Jevgenij Ustjugov | Norge Halvard Hanevold Tarjei Bø Ole Einar Bjørndalen Emil Hegle Svendsen | Österrike Daniel Mesotitsch Friedrich Pinter Tobias Eberhard Dominik Landertinger |

| 6. världscupen i Antholz, 20 januari 2010 – 24 januari 2010 | 6. världscupen i Antholz, 20 januari 2010 – 24 januari 2010 | 6. världscupen i Antholz, 20 januari 2010 – 24 januari 2010 | 6. världscupen i Antholz, 20 januari 2010 – 24 januari 2010 | 6. världscupen i Antholz, 20 januari 2010 – 24 januari 2010 |
| ----------------------------------------------------------- | ----------------------------------------------------------- | ----------------------------------------------------------- | ----------------------------------------------------------- | ----------------------------------------------------------- |
| Datum                                                       | Disciplin                                                   | Etta                                                        | Tvåa                                                        | Trea                                                        |
| 21 januari 2010 (Tor.)                                      | Distans (20 km)                                             | Sergej Sednev                                               | Daniel Mesotitsch                                           | Alexis Boeuf                                                |
| 23 januari 2010 (Lör.)                                      | Sprint (10 km)                                              | Arnd Peiffer                                                | Dominik Landertinger                                        | Christoph Stephan                                           |
| 24 januari 2010 (Sön.)                                      | Jaktstart (12,5 km)                                         | Daniel Mesotitsch                                           | Arnd Peiffer                                                | Dominik Landertinger                                        |

| Olympiska vinterspelen 2010 i Vancouver-Whistler, 14 februari 2010 – 26 februari 2010 | Olympiska vinterspelen 2010 i Vancouver-Whistler, 14 februari 2010 – 26 februari 2010 | Olympiska vinterspelen 2010 i Vancouver-Whistler, 14 februari 2010 – 26 februari 2010 | Olympiska vinterspelen 2010 i Vancouver-Whistler, 14 februari 2010 – 26 februari 2010 | Olympiska vinterspelen 2010 i Vancouver-Whistler, 14 februari 2010 – 26 februari 2010 |
| ------------------------------------------------------------------------------------- | ------------------------------------------------------------------------------------- | ------------------------------------------------------------------------------------- | ------------------------------------------------------------------------------------- | ------------------------------------------------------------------------------------- |
| Datum                                                                                 | Disciplin                                                                             | Etta                                                                                  | Tvåa                                                                                  | Trea                                                                                  |
| 14 februari 2010 (Sön.)                                                               | Sprint (10 km)                                                                        | Vincent Jay                                                                           | Emil Hegle Svendsen                                                                   | Jakov Fak                                                                             |
| 16 februari 2010 (Tis.)                                                               | Jaktstart (12,5 km)                                                                   | Björn Ferry                                                                           | Christoph Sumann                                                                      | Vincent Jay                                                                           |
| 18 februari 2010 (Tor.)                                                               | Distans (20 km)                                                                       | Emil Hegle Svendsen                                                                   | Ole Einar Bjørndalen och Sergej Novikov                                               |                                                                                       |
| 21 februari 2010 (Sön.)                                                               | Masstart (15 km)                                                                      | Jevgenij Ustjugov                                                                     | Martin Fourcade                                                                       | Pavol Hurajt                                                                          |
| 26 februari 2010 (Fre.)                                                               | Stafett (4 x 7,5 km)                                                                  | Norge Halvard Hanevold Tarjei Bø Emil Hegle Svendsen Ole Einar Bjørndalen             | Österrike Simon Eder Daniel Mesotitsch Dominik Landertinger Christoph Sumann\|        | Ryssland Ivan Tjerezov Anton Sjipulin Maksim Tjudov Evgeny Ustyugov                   |

| 7. världscupen i Kontiolax, 12 mars 2010 – 14 mars 2010 | 7. världscupen i Kontiolax, 12 mars 2010 – 14 mars 2010 | 7. världscupen i Kontiolax, 12 mars 2010 – 14 mars 2010 | 7. världscupen i Kontiolax, 12 mars 2010 – 14 mars 2010 | 7. världscupen i Kontiolax, 12 mars 2010 – 14 mars 2010 |
| ------------------------------------------------------- | ------------------------------------------------------- | ------------------------------------------------------- | ------------------------------------------------------- | ------------------------------------------------------- |
| Datum                                                   | Disciplin                                               | Etta                                                    | Tvåa                                                    | Trea                                                    |
| 13 mars 2010 (Lör.)                                     | Sprint (10 km)                                          | Ivan Tjerezov                                           | Emil Hegle Svendsen                                     | Martin Fourcade                                         |
| 14 mars 2010 (Sön.)                                     | Jaktstart (12,5 km)                                     | Martin Fourcade                                         | Christian De Lorenzi                                    | Vincent Jay                                             |

| 8. världscupen i Oslo-Holmenkollen, 18 mars 2010 – 21 mars 2010 | 8. världscupen i Oslo-Holmenkollen, 18 mars 2010 – 21 mars 2010 | 8. världscupen i Oslo-Holmenkollen, 18 mars 2010 – 21 mars 2010 | 8. världscupen i Oslo-Holmenkollen, 18 mars 2010 – 21 mars 2010 | 8. världscupen i Oslo-Holmenkollen, 18 mars 2010 – 21 mars 2010 |
| --------------------------------------------------------------- | --------------------------------------------------------------- | --------------------------------------------------------------- | --------------------------------------------------------------- | --------------------------------------------------------------- |
| Datum                                                           | Disciplin                                                       | Etta                                                            | Tvåa                                                            | Trea                                                            |
| 18 mars 2010 (Tor.)                                             | Sprint (10 km)                                                  | Martin Fourcade                                                 | Maxim Tjudov                                                    | Christoph Sumann                                                |
| 20 mars 2010 (Lör.)                                             | Jaktstart (12,5 km)                                             | Martin Fourcade                                                 | Simon Schempp                                                   | Emil Hegle Svendsen                                             |
| 21 mars 2010 (Sön.)                                             | Masstart (15 km)                                                | Ivan Tjerezov                                                   | Christoph Sumann                                                | Emil Hegle Svendsen                                             |

| 9. världscupen i Chanty-Mansijsk, 26 mars 2010 – 27 mars 2010 | 9. världscupen i Chanty-Mansijsk, 26 mars 2010 – 27 mars 2010 | 9. världscupen i Chanty-Mansijsk, 26 mars 2010 – 27 mars 2010 | 9. världscupen i Chanty-Mansijsk, 26 mars 2010 – 27 mars 2010 | 9. världscupen i Chanty-Mansijsk, 26 mars 2010 – 27 mars 2010 |
| ------------------------------------------------------------- | ------------------------------------------------------------- | ------------------------------------------------------------- | ------------------------------------------------------------- | ------------------------------------------------------------- |
| Datum                                                         | Disciplin                                                     | Etta                                                          | Tvåa                                                          | Trea                                                          |
| 26 mars 2010 (Fre.)                                           | Sprint (10 km)                                                | Ivan Tjerezov                                                 | Christian De Lorenzi                                          | Andriy Deryzemlya                                             |
| 27 mars 2010 (Lör.)                                           | Masstart (15 km)                                              | Dominik Landertinger                                          | Arnd Peiffer                                                  | Halvard Hanevold                                              |

### Damer
| 1. världscupen i Östersund, 2 december 2009 – 6 december 2009 | 1. världscupen i Östersund, 2 december 2009 – 6 december 2009 | 1. världscupen i Östersund, 2 december 2009 – 6 december 2009    | 1. världscupen i Östersund, 2 december 2009 – 6 december 2009            | 1. världscupen i Östersund, 2 december 2009 – 6 december 2009           |
| ------------------------------------------------------------- | ------------------------------------------------------------- | ---------------------------------------------------------------- | ------------------------------------------------------------------------ | ----------------------------------------------------------------------- |
| Datum                                                         | Disciplin                                                     | Etta                                                             | Tvåa                                                                     | Trea                                                                    |
| 2 december 2009 (Ons.)                                        | Distans (15 km)                                               | Helena Jonsson                                                   | Anna Carin Olofsson-Zidek                                                | Darja Domratjeva                                                        |
| 5 december 2009 (Lör.)                                        | Sprint (7,5 km)                                               | Tora Berger                                                      | Olga Medvedtseva                                                         | Kaisa Mäkäräinen                                                        |
| 6 december 2009 (Sön.)                                        | Stafett (4 x 6 km)                                            | Tyskland Martina Beck Andrea Henkel Simone Hauswald Kati Wilhelm | Ryssland Svetlana Sleptsova Anna Bulygina Olga Zajtseva Olga Medvedtseva | Frankrike Marie-Laure Brunet Sylvie Becaert Marie Dorin Sandrine Bailly |

| 2. världscupen i Hochfilzen, 11. Dezember 2009 – 13 december 2009 | 2. världscupen i Hochfilzen, 11. Dezember 2009 – 13 december 2009 | 2. världscupen i Hochfilzen, 11. Dezember 2009 – 13 december 2009     | 2. världscupen i Hochfilzen, 11. Dezember 2009 – 13 december 2009       | 2. världscupen i Hochfilzen, 11. Dezember 2009 – 13 december 2009                     |
| ----------------------------------------------------------------- | ----------------------------------------------------------------- | --------------------------------------------------------------------- | ----------------------------------------------------------------------- | ------------------------------------------------------------------------------------- |
| Datum                                                             | Disciplin                                                         | Etta                                                                  | Tvåa                                                                    | Trea                                                                                  |
| 11 december 2009 (Fre.)                                           | Sprint (7,5 km)                                                   | Anna Carin Olofsson-Zidek                                             | Helena Jonsson                                                          | Olga Zajtseva                                                                         |
| 12 december 2009 (Lör.)                                           | Jaktstart (10 km)                                                 | Helena Jonsson                                                        | Olga Zajtseva                                                           | Svetlana Sleptsova                                                                    |
| 13 december 2009 (Sön.)                                           | Stafett (4 x 6 km)                                                | Ryssland Svetlana Sleptsova Anna Bulygina Jana Romanova Olga Zajtseva | Frankrike Marie-Laure Brunet Sylvie Becaert Marie Dorin Sandrine Bailly | Sverige Elisabeth Högberg Anna Carin Olofsson-Zidek Anna Maria Nilsson Helena Jonsson |

| 3. världscupen i Pokljuka, 17 december 2009 – 20 december 2009 | 3. världscupen i Pokljuka, 17 december 2009 – 20 december 2009 | 3. världscupen i Pokljuka, 17 december 2009 – 20 december 2009 | 3. världscupen i Pokljuka, 17 december 2009 – 20 december 2009 | 3. världscupen i Pokljuka, 17 december 2009 – 20 december 2009 |
| -------------------------------------------------------------- | -------------------------------------------------------------- | -------------------------------------------------------------- | -------------------------------------------------------------- | -------------------------------------------------------------- |
| Datum                                                          | Disciplin                                                      | Etta                                                           | Tvåa                                                           | Trea                                                           |
| 17 december 2009 (Tor.)                                        | Distans (15 km)                                                | Helena Jonsson                                                 | Anna Carin Olofsson-Zidek                                      | Anastasia Kuzmina                                              |
| 19 december 2009 (Lör.)                                        | Sprint (7,5 km)                                                | Svetlana Sleptsova                                             | Anna Bogali-Titovets                                           | Magdalena Neuner                                               |
| 20 december 2009 (Sön.)                                        | Jaktstart (10 km)                                              | Svetlana Sleptsova                                             | Magdalena Neuner                                               | Anna Bogali-Titovets                                           |

| 4. världscupen i Oberhof, 6 januari 2010 – 10 januari 2010 | 4. världscupen i Oberhof, 6 januari 2010 – 10 januari 2010 | 4. världscupen i Oberhof, 6 januari 2010 – 10 januari 2010                      | 4. världscupen i Oberhof, 6 januari 2010 – 10 januari 2010        | 4. världscupen i Oberhof, 6 januari 2010 – 10 januari 2010              |
| ---------------------------------------------------------- | ---------------------------------------------------------- | ------------------------------------------------------------------------------- | ----------------------------------------------------------------- | ----------------------------------------------------------------------- |
| Datum                                                      | Disciplin                                                  | Etta                                                                            | Tvåa                                                              | Trea                                                                    |
| 6 januari 2010 (Ons.)                                      | Stafett (4 x 6 km)                                         | Ryssland Anna Bogali-Titovets Anna Bulygina Olga Medvedtseva Svetlana Sleptsova | Tyskland Martina Beck Simone Hauswald Tina Bachmann Andrea Henkel | Frankrike Marie-Laure Brunet Sylvie Becaert Marie Dorin Sandrine Bailly |
| 8 januari 2010 (Fre.)                                      | Sprint (7,5 km)                                            | Simone Hauswald                                                                 | Helena Jonsson                                                    | Ann Kristin Flatland                                                    |
| 10 januari 2010 (Sön.)                                     | Masstart (12,5 km)                                         | Andrea Henkel                                                                   | Helena Jonsson                                                    | Tora Berger                                                             |

| 5. världscupen i Ruhpolding, 13 januari 2010 – 17 januari 2010 | 5. världscupen i Ruhpolding, 13 januari 2010 – 17 januari 2010 | 5. världscupen i Ruhpolding, 13 januari 2010 – 17 januari 2010                        | 5. världscupen i Ruhpolding, 13 januari 2010 – 17 januari 2010      | 5. världscupen i Ruhpolding, 13 januari 2010 – 17 januari 2010              |  |
| -------------------------------------------------------------- | -------------------------------------------------------------- | ------------------------------------------------------------------------------------- | ------------------------------------------------------------------- | --------------------------------------------------------------------------- |  |
| Datum                                                          | Disciplin                                                      | Etta                                                                                  | Tvåa                                                                | Trea                                                                        |  |
| 13 januari 2010 (Ons.)                                         | Sprint (7,5 km)                                                | Anna Carin Olofsson-Zidek                                                             | Olga Medvedtseva                                                    | Magdalena Neuner                                                            |  |
| 15 januari 2010 (Fre.)                                         | Stafett (4 x 6 km)                                             | Sverige Elisabeth Högberg Anna Carin Olofsson-Zidek Anna Maria Nilsson Helena Jonsson | Ryssland Jana Romanova Anna Bulygina Olga Medvedtseva Olga Zajtseva | Norge Liv Kjersti Eikeland Ann Kristin Flatland Solveig Rogstad Tora Berger |  |
| 16 januari 2010 (Lör.)                                         | Masstart (12,5 km)                                             | Helena Jonsson                                                                        | Simone Hauswald                                                     | Magdalena Neuner                                                            |  |

| 6. världscupen i Antholz, 20 januari 2010 – 24 januari 2010 | 6. världscupen i Antholz, 20 januari 2010 – 24 januari 2010 | 6. världscupen i Antholz, 20 januari 2010 – 24 januari 2010 | 6. världscupen i Antholz, 20 januari 2010 – 24 januari 2010 | 6. världscupen i Antholz, 20 januari 2010 – 24 januari 2010 |
| ----------------------------------------------------------- | ----------------------------------------------------------- | ----------------------------------------------------------- | ----------------------------------------------------------- | ----------------------------------------------------------- |
| Datum                                                       | Disciplin                                                   | Etta                                                        | Tvåa                                                        | Trea                                                        |
| 20 januari 2010 (Ons.)                                      | Distans (15 km)                                             | Magdalena Neuner                                            | Kati Wilhelm                                                | Andrea Henkel                                               |
| 22 januari 2010 (Fre.)                                      | Sprint (7,5 km)                                             | Magdalena Neuner                                            | Andrea Henkel                                               | Sandrine Bailly                                             |
| 24 januari 2010 (Sön.)                                      | Jaktstart (10 km)                                           | Andrea Henkel                                               | Magdalena Neuner                                            | Ann Kristin Flatland                                        |

| Olympiska vinterspelen 2010 i Vancouver-Whistler, 13 februari 2010 – 23 februari 2010 | Olympiska vinterspelen 2010 i Vancouver-Whistler, 13 februari 2010 – 23 februari 2010 | Olympiska vinterspelen 2010 i Vancouver-Whistler, 13 februari 2010 – 23 februari 2010 | Olympiska vinterspelen 2010 i Vancouver-Whistler, 13 februari 2010 – 23 februari 2010 | Olympiska vinterspelen 2010 i Vancouver-Whistler, 13 februari 2010 – 23 februari 2010 |
| ------------------------------------------------------------------------------------- | ------------------------------------------------------------------------------------- | ------------------------------------------------------------------------------------- | ------------------------------------------------------------------------------------- | ------------------------------------------------------------------------------------- |
| Datum                                                                                 | Disciplin                                                                             | Etta                                                                                  | Tvåa                                                                                  | Trea                                                                                  |
| 13 februari 2010 (Lör.)                                                               | Sprint (7,5 km)                                                                       | Anastasia Kuzmina                                                                     | Magdalena Neuner                                                                      | Marie Dorin                                                                           |
| 16 februari 2010 (Tis.)                                                               | Jaktstart (10 km)                                                                     | Magdalena Neuner                                                                      | Anastasia Kuzmina                                                                     | Marie-Laure Brunet                                                                    |
| 18 februari 2010 (Tor.)                                                               | Distans (15 km)                                                                       | Tora Berger                                                                           | Jelena Chrustaljova                                                                   | Darja Domratjeva                                                                      |
| 21 februari 2010 (Sön.)                                                               | Masstart (12,5 km)                                                                    | Magdalena Neuner                                                                      | Olga Zajtseva                                                                         | Simone Hauswald                                                                       |
| 23 februari 2010 (Tis.)                                                               | Stafett (4 x 6 km)                                                                    | Ryssland Svetlana Sleptsova Anna Bogali-Titovets Olga Medvedtseva Olga Zajtseva       | Frankrike Marie-Laure Brunet Sylvie Becaert Marie Dorin Sandrine Bailly               | Tyskland Kati Wilhelm Simone Hauswald Martina Beck Andrea Henkel                      |

| 7. världscupen i Kontiolax, 12 mars 2010 – 14 mars 2010 | 7. världscupen i Kontiolax, 12 mars 2010 – 14 mars 2010 | 7. världscupen i Kontiolax, 12 mars 2010 – 14 mars 2010 | 7. världscupen i Kontiolax, 12 mars 2010 – 14 mars 2010 | 7. världscupen i Kontiolax, 12 mars 2010 – 14 mars 2010 |
| ------------------------------------------------------- | ------------------------------------------------------- | ------------------------------------------------------- | ------------------------------------------------------- | ------------------------------------------------------- |
| Datum                                                   | Disciplin                                               | Etta                                                    | Tvåa                                                    | Trea                                                    |
| 13 mars 2010 (lör.)                                     | Sprint (7,5 km)                                         | Darja Domratjeva                                        | Olga Zaitseva                                           | Kati Wilhelm                                            |
| 14 mars 2010 (Sön.)                                     | Jaktstart (10 km)                                       | Darja Domratjeva                                        | Magdalena Neuner                                        | Simone Hauswald                                         |

| 8. världscupen i Oslo-Holmenkollen, 18 mars 2010 – 21 mars 2010 | 8. världscupen i Oslo-Holmenkollen, 18 mars 2010 – 21 mars 2010 | 8. världscupen i Oslo-Holmenkollen, 18 mars 2010 – 21 mars 2010 | 8. världscupen i Oslo-Holmenkollen, 18 mars 2010 – 21 mars 2010 | 8. världscupen i Oslo-Holmenkollen, 18 mars 2010 – 21 mars 2010 |
| --------------------------------------------------------------- | --------------------------------------------------------------- | --------------------------------------------------------------- | --------------------------------------------------------------- | --------------------------------------------------------------- |
| Datum                                                           | Disciplin                                                       | Etta                                                            | Tvåa                                                            | Trea                                                            |
| 18 mars 2010 (Tor.)                                             | Sprint (7,5 km)                                                 | Simone Hauswald                                                 | Darja Domratjeva                                                | Anna Carin Olofsson-Zidek                                       |
| 20 mars 2010 (Lör.)                                             | Jaktstart (10 km)                                               | Simone Hauswald                                                 | Darja Domratjeva                                                | Anna Carin Olofsson-Zidek                                       |
| 21 mars 2010 (Sön.)                                             | Masstart (12,5 km)                                              | Simone Hauswald                                                 | Vita Semerenko                                                  | Magdalena Neuner                                                |

| 9. världscupen i Chanty-Mansijsk, 25 mars 2010 – 27 mars 2010 | 9. världscupen i Chanty-Mansijsk, 25 mars 2010 – 27 mars 2010 | 9. världscupen i Chanty-Mansijsk, 25 mars 2010 – 27 mars 2010 | 9. världscupen i Chanty-Mansijsk, 25 mars 2010 – 27 mars 2010 | 9. världscupen i Chanty-Mansijsk, 25 mars 2010 – 27 mars 2010 |
| ------------------------------------------------------------- | ------------------------------------------------------------- | ------------------------------------------------------------- | ------------------------------------------------------------- | ------------------------------------------------------------- |
| Datum                                                         | Disciplin                                                     | Etta                                                          | Tvåa                                                          | Trea                                                          |
| 25 mars 2010 (Tor.)                                           | Sprint (7,5 km)                                               | Jana Romanova                                                 | Marie-Laure Brunet                                            | Helena Jonsson                                                |
| 27 mars 2010 (Lör.)                                           | Masstart (12,5 km)                                            | Magdalena Neuner                                              | Sandrine Bailly                                               | Anastasia Kuzmina                                             |

## Mixedstafetter
| 7. världscupen i Kontiolax, 12 mars 2010 | 7. världscupen i Kontiolax, 12 mars 2010 | 7. världscupen i Kontiolax, 12 mars 2010                         | 7. världscupen i Kontiolax, 12 mars 2010                        | 7. världscupen i Kontiolax, 12 mars 2010                             |
| ---------------------------------------- | ---------------------------------------- | ---------------------------------------------------------------- | --------------------------------------------------------------- | -------------------------------------------------------------------- |
| Datum                                    | Disciplin                                | Etta                                                             | Tvåa                                                            | Trea                                                                 |
| 12 mars 2010 (fre)                       | Mixedstafett (2 x 6 km + 2 x 7,5 km)     | NorgeAnn Kristin Flatland Tora Berger Halvard Hanevold Tarjei Bø | TysklandKati Wilhelm Magdalena Neuner Erik Lesser Simon Schempp | ItalienKatja Haller Karin Oberhofer Lukas Hofer Christian De Lorenzi |

| Världsmästerskapen i skidskytte 2010 i Chanty-Mansijsk, 28 mars 2010 | Världsmästerskapen i skidskytte 2010 i Chanty-Mansijsk, 28 mars 2010 | Världsmästerskapen i skidskytte 2010 i Chanty-Mansijsk, 28 mars 2010 | Världsmästerskapen i skidskytte 2010 i Chanty-Mansijsk, 28 mars 2010           | Världsmästerskapen i skidskytte 2010 i Chanty-Mansijsk, 28 mars 2010           |
| -------------------------------------------------------------------- | -------------------------------------------------------------------- | -------------------------------------------------------------------- | ------------------------------------------------------------------------------ | ------------------------------------------------------------------------------ |
| Datum                                                                | Disciplin                                                            | Etta                                                                 | Tvåa                                                                           | Trea                                                                           |
| 28 mars 2010 (sön)                                                   | Mixedstafett (2 x 6 km + 2 x 7,5 km)                                 | TysklandSimone Hauswald Magdalena Neuner Simon Schempp Arnd Peiffer  | NorgeAnn Kristin Flatland Tora Berger Emil Hegle Svendsen Ole Einar Bjørndalen | SverigeHelena Jonsson Anna Carin Olofsson-Zidek Björn Ferry Carl Johan Bergman |

## Världscupen slutställning
| Damer | Herrar |

| Position | Namn                      | Poäng |
| -------- | ------------------------- | ----- |
| 1.       | Magdalena Neuner          | 933   |
| 2.       | Simone Hauswald           | 854   |
| 3.       | Helena Jonsson            | 813   |
| 4.       | Andrea Henkel             | 781   |
| 5.       | Anna Carin Olofsson-Zidek | 775   |
| 6.       | Darja Domratjeva          | 770   |
| 7.       | Kati Wilhelm              | 733   |
| 8.       | Olga Zajtseva             | 719   |
| 9.       | Marie-Laure Brunet        | 682   |
| 10.      | Teja Gregorin             | 588   |

| Position | Namn                 | Poäng |
| -------- | -------------------- | ----- |
| 1.       | Emil Hegle Svendsen  | 828   |
| 2.       | Christoph Sumann     | 813   |
| 3.       | Ivan Tjerezov        | 782   |
| 4.       | Evgeny Ustyugov      | 752   |
| 5.       | Martin Fourcade      | 719   |
| 6.       | Dominik Landertinger | 701   |
| 7.       | Simon Fourcade       | 655   |
| 8.       | Simon Eder           | 653   |
| 9.       | Arnd Peiffer         | 646   |
| 10.      | Ole-Einar Bjørndalen | 593   |

## Sprintcupen slutställning
| Damer | Herrar |

| Position | Land                      | Poäng |
| -------- | ------------------------- | ----- |
| 1.       | Simone Hauswald           | 345   |
| 2.       | Magdalena Neuner          | 334   |
| 3.       | Helena Jonsson            | 332   |
| 4.       | Anna Carin Olofsson-Zidek | 326   |
| 5.       | Kati Wilhelm              | 303   |
| 6.       | Darja Domratjeva          | 283   |
| 7.       | Olga Zajtseva             | 281   |
| 8.       | Marie-Laure Brunet        | 267   |
| 9.       | Olga Medvedtseva          | 262   |
| 10.      | Svetlana Sleptsova        | 252   |

| Position | Land                 | Poäng |
| -------- | -------------------- | ----- |
| 1.       | Emil Hegle Svendsen  | 354   |
| 2.       | Ivan Tjerezov        | 344   |
| 3.       | Christoph Sumann     | 292   |
| 4.       | Evgeny Ustyugov      | 278   |
| 5.       | Dominik Landertinger | 272   |
| 6.       | Arnd Peiffer         | 243   |
| 7.       | Ole Einar Bjørndalen | 238   |
| 8.       | Martin Fourcade      | 253   |
| 8.       | Simon Fourcade       | 253   |
| 10.      | Michael Greis        | 251   |

## Distanscupen slutställning
| Damer | Herrar |

| Position | Land                      | Poäng |
| -------- | ------------------------- | ----- |
| 1.       | Anna Carin Olofsson-Zidek | 132   |
| 2.       | Andrea Henkel             | 126   |
| 3.       | Kati Wilhelm              | 121   |
| 3.       | Darja Domratjeva          | 121   |
| 5.       | Helena Jonsson            | 120   |
| 6.       | Magdalena Neuner          | 114   |
| 7.       | Oksana Chvostenko         | 103   |
| 8.       | Valj Semerenko            | 102   |
| 9.       | Marie-Laure Brunet        | 95    |
| 10.      | Jana Romanova             | 90    |

| Position | Land                | Poäng |
| -------- | ------------------- | ----- |
| 1.       | Christoph Sumann    | 142   |
| 2.       | Emil Hegle Svendsen | 120   |
| 2.       | Daniel Mesotitsch   | 120   |
| 4.       | Sergej Sednev       | 114   |
| 5.       | Pavol Hurajt        | 111   |
| 6.       | Tomasz Sikora       | 101   |
| 7.       | Michal Šlesingr     | 99    |
| 8.       | Martin Fourcade     | 97    |
| 9.       | Tim Burke           | 93    |
| 10.      | Alexander Os        | 90    |

## Masstartcupen slutställning
| Damer | Herrar |

| Position | Land             | Poäng |
| -------- | ---------------- | ----- |
| 1.       | Magdalena Neuner | 216   |
| 2.       | Simone Hauswald  | 198   |
| 3.       | Andrea Henkel    | 169   |
| 4.       | Helena Jonsson   | 166   |
| 5.       | Olga Zajtseva    | 154   |
| 6.       | Sandrine Bailly  | 143   |
| 7.       | Kati Wilhelm     | 140   |
| 7.       | Darja Domratjeva | 140   |
| 9.       | Tora Berger      | 139   |
| 10.      | Martina Beck     | 118   |

| Position | Land                 | Poäng |
| -------- | -------------------- | ----- |
| 1.       | Evgeny Ustyugov      | 197   |
| 2.       | Emil Hegle Svendsen  | 163   |
| 3.       | Arnd Peiffer         | 161   |
| 4.       | Christoph Sumann     | 160   |
| 5.       | Dominik Landertinger | 157   |
| 6.       | Ivan Tjerezov        | 154   |
| 7.       | Ole Einar Bjørndalen | 152   |
| 7.       | Martin Fourcade      | 152   |
| 9.       | Simon Fourcade       | 141   |
| 10.      | Simon Eder           | 137   |

## Jaktstartscupen slutställning
| Damer | Herrar |

| Position | Land                      | Poäng |
| -------- | ------------------------- | ----- |
| 1.       | Magdalena Neuner          | 256   |
| 2.       | Simone Hauswald           | 217   |
| 3.       | Olga Zajtseva             | 207   |
| 4.       | Darja Domratjeva          | 199   |
| 5.       | Andrea Henkel             | 194   |
| 6.       | Anna Carin Olofsson-Zidek | 187   |
| 7.       | Helena Jonsson            | 182   |
| 8.       | Svetlana Sleptsova        | 180   |
| 9.       | Teja Gregorin             | 159   |
| 10.      | Marie-Laure Brunet        | 152   |

| Position | Land                 | Poäng |
| -------- | -------------------- | ----- |
| 1.       | Martin Fourcade      | 197   |
| 2.       | Simon Eder           | 196   |
| 3.       | Ivan Tjerezov        | 189   |
| 4.       | Evgeny Ustyugov      | 184   |
| 4.       | Dominik Landertinger | 184   |
| 6.       | Christoph Sumann     | 179   |
| 7.       | Vincent Jay          | 174   |
| 8.       | Emil Hegle Svendsen  | 173   |
| 9.       | Arnd Peiffer         | 160   |
| 10.      | Björn Ferry          | 157   |

## Stafettcupen slutställning
| Damer | Herrar |

| Position | Land        | Poäng |
| -------- | ----------- | ----- |
| 1.       | Ryssland    | 234   |
| 2.       | Tyskland    | 205   |
| 3.       | Frankrike   | 204   |
| 4.       | Sverige     | 191   |
| 5.       | Norge       | 165   |
| 6.       | Ukraina     | 151   |
| 7.       | Kina        | 150   |
| 8.       | Vitryssland | 138   |
| 9.       | Polen       | 135   |
| 9.       | Slovenien   | 135   |

| Position | Land        | Poäng |
| -------- | ----------- | ----- |
| 1.       | Norge       | 208   |
| 2.       | Österrike   | 199   |
| 3.       | Ryssland    | 197   |
| 4.       | Frankrike   | 191   |
| 5.       | Tyskland    | 179   |
| 6.       | Schweiz     | 144   |
| 7.       | Sverige     | 143   |
| 8.       | Vitryssland | 122   |
| 9.       | Ukraina     | 118   |
| 10.      | USA         | 105   |

## Nationstävling slutställning
| Damer | Herrar |

| Position | Land        | Poäng |
| -------- | ----------- | ----- |
| 1.       | Tyskland    | 6309  |
| 2.       | Ryssland    | 6290  |
| 3.       | Frankrike   | 5834  |
| 4.       | Sverige     | 5829  |
| 5.       | Ukraina     | 5456  |
| 6.       | Vitryssland | 5201  |
| 7.       | Norge       | 5114  |
| 8.       | Slovenien   | 4777  |
| 9.       | Polen       | 4751  |
| 10.      | Kazakstan   | 4083  |

| Position | Land      | Poäng |
| -------- | --------- | ----- |
| 1.       | Norge     | 6250  |
| 2.       | Ryssland  | 6161  |
| 3.       | Österrike | 6107  |
| 4.       | Frankrike | 5846  |
| 5.       | Tyskland  | 5760  |
| 6.       | Sverige   | 5147  |
| 7.       | Ukraina   | 5001  |
| 8.       | Schweiz   | 4868  |
| 9.       | Tjeckien  | 4697  |
| 10.      | USA       | 4448  |